# Петц, Элизабет
Эли́забет Петц (Пец; нем. Elisabeth Pähtz, род. 8 января 1985, Эрфурт) — немецкая шахматистка, гроссмейстер (2022).
Элизабет начала заниматься шахматами с отцом Томасом, который был одним из сильнейших гроссмейстеров ГДР. В 1999 году она выиграла женский чемпионат страны и сыграла две показательные партии с Гарри Каспаровым на компьютерной выставке в Ганновере. Каспаров оценил талант девочки и помог ей найти спонсоров для дальнейших занятий.
Петц выиграла чемпионат мира до 18 лет в 2002 году и чемпионат мира до 20 лет в 2005 году. В 2008 году Петц участвовала в чемпионате мира среди женщин по нокаут-системе в Нальчике, но проиграла во втором раунде Анне Ушениной.
В 2006 году Петц играла в финале первого чемпионата мира среди женщин по случайным шахматам (шахматам Фишера). Со счётом 2½ : 5½ она проиграла Александре Костенюк.
В 2021 году заняла второе место на первой большой швейцарке среди женщин.
Элизабет хорошо владеет русским языком, изучение которого выбрала в школе в связи с шахматами.

## Изменения рейтинга
| График не отображается по техническим причинам. Чтобы исправить это, воспроизведите график в новом формате, если это возможно. |